# Трамбле, Абраам
Абраам Трамбле, или Авраам Трамблей, Тремблей (фр. Abraham Trembley; 3 сентября 1710, Женева — 12 мая 1784, там же) — швейцарский натуралист. Член-корреспондент Академии наук Франции.
Первооткрыватель способности регенерации у животных. Один из первых экспериментальных зоологов.

## Биография
Сын офицера из Женевы. Его племянником был Шарль Бонне, с которым он регулярно переписывался, также состоял в переписке с естествоиспытателями Рене-Антуаном де Реомюром (1683—1757) и Ладзаро Спалланцани (1729—1799).

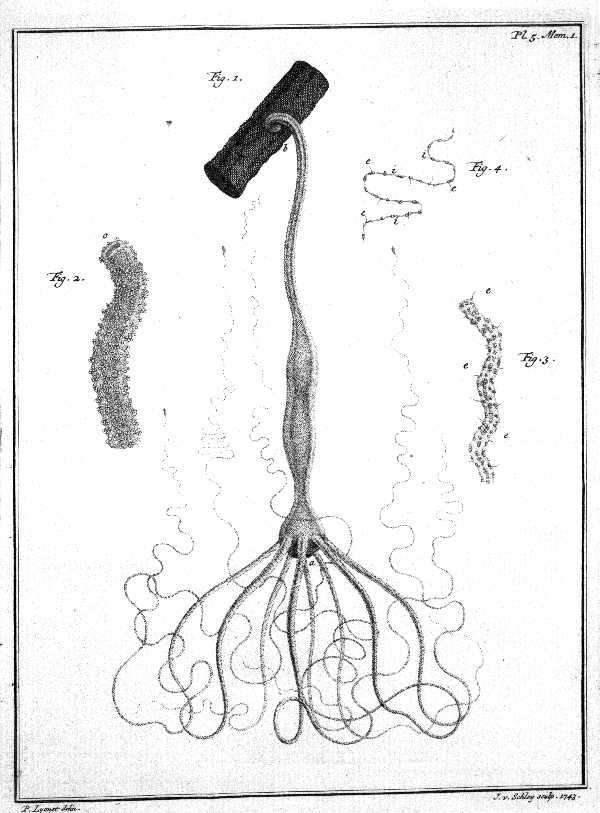
Изображение Гидры из книги Трамбле 1744 года

Трамбле служил в Голландии воспитателем детей видного политика графа Виллема Бентинка. Во время занятий с ними, проводил наблюдения над мельчайшими обитателями пресной воды, и при этом сделал открытие, имеющее громадное значение для науки: разрезав пресноводного полипа, гидру, на несколько частей, Трамбле убедился в том, что гидра обладает очень высокой способностью к регенерации, из каждой части вырастает по одному новому полипу, независимо от направления разреза и его величины.
Открытие Трамбле стало первым научным опытом искусственно вызвать регенерацию у животных. Эскизы и рисунки его экспериментов, сделанных Корнелисом Пронком, хранятся ныне в архивах Гааги.
Результаты своих наблюдений ученый изложил в известной работе «Mémoires pour servir à l’histoire d’un genre de polypes d’eau douce» (Лейден, 1744, с 13 табл.). Кроме того, он написал статью: «Mémoire sur les polypes à bouquet et sur ceux à entonnoir»(«Мемуары к истории одного рода пресноводных полипов с руками в форме рогов»), напечатанную в книге Дж. Т. Нидхема (Needham, «Nouvelles dé couvertes, faites avec le microscope», перев. с англ., Лейден. 1747).
Помимо открытия способности животных к регенерации Абраам Трамбле открыл фототаксис, размножение почкованием, особенности движения «пресноводных полипов» — гидр.
За свои открытия Трамбле был принят в Лондонское королевское общество, стал членом-корреспондентом Академии наук Франции.
В 1743 году награждён медалью Копли.
Некоторые историки науки за мастерство экспериментального метода называли его «отцом биологии».